# Gusztáv Szepesi
Gusztáv Szepesi (Miskolc, 17 de julho de 1939 - 5 de junho de 1987) foi um futebolista húngaro que foi campeão olímpico. 

## Carreira
Gusztáv Szepesi fez parte do elenco que foi medalha de ouro nos Jogos Olímpicos de 1964. Ele também participou da Copa do Mundo de 1966.

## Ligações Externas
- Perfil (em português)